# Курбанов, Тинамагомед Алиевич
Тинамагомед Алиевич Курбанов (1925, с. Карануб, Автономная Дагестанская ССР, СССР — 1996, Дагестан, Россия) — чабан колхоза имени Карла Маркса Чародинского района Дагестанской АССР, Герой Социалистического Труда (1966).

## Биография
Родился в 1925 году в селе Карануб (ныне Чародинского района Республики Дагестан) в крестьянской семье. По национальности аварец.
С началом Великой Отечественной войны в 1941 году трудоустроился чабаном колхоза им. Карла Маркса села Гилиб Чародинского района.
Указом Президиума Верховного Совета СССР от 22 марта 1966 года «за достигнутые успехи в развитии животноводства, увеличении производства и заготовок мяса, молока, яиц, шерсти и другой продукции» удостоен звания Героя Социалистического Труда с вручением ордена Ленина и золотой медали «Серп и Молот».
После 40 лет работы чабаном вышел на заслуженный отдых. Умер в 1996 году.
Депутат Совета Национальностей Верховного Совета СССР 7-го (1966—1970) и районного Совета народных депутатов, делегатом XXIV съезда КПСС (1971).
Награждён орденами Ленина (22.3.1966) и Трудового Красного Знамени (14.02.1975), медалями.